# Amaran
Amaran is een Zweedse heavymetalband opgericht te Stockholm in 2000. De muziek kan best omschreven worden als krachtige powermetal met heftige gitaarstukken en een zuivere stem van vocalist Johanna DePierre.
Tijdens de lente van 2000 begonnen gitaristen Kari Kainulainen en Ronnie Backlund muziek te schrijven en ze besloten samen een band op te richten. Basgitarist Mikael Andersson, vocalist Johanna DePierre en drummer Robin Bergh werden toegevoegd aan de band. In 2002 brachten ze hun debuutalbum A World Depraved over heel Europe uit. In 2004 (2003 in Japan) brachten ze hun tweede album Pristine in Bondage uit. Kort nadat het album opgenomen was verliet Mikael de band om persoonlijke redenen. Hij werd snel vervangen door Ronnie Bergerståhl, hij was reeds een vriend van de band en had Mikael al eens vervangen. Ook drummer Robin Bergh verliet de band om persoonlijke redenen in 2004, hij werd vervangen door Pär Hjulström.
Eind december 2005 besloten de leden van Amaran om een einde te maken aan hun samenwerking. Johanna DePierre verliet de band al in juli datzelfde jaar.